# George Saunderson (5e vicomte Castleton)
George Saunderson, 5e vicomte Castleton (12 octobre 1631-27 mai 1714) est un soldat et homme politique anglais qui siège à la Chambre des communes de 1660 à 1698.

## Biographie

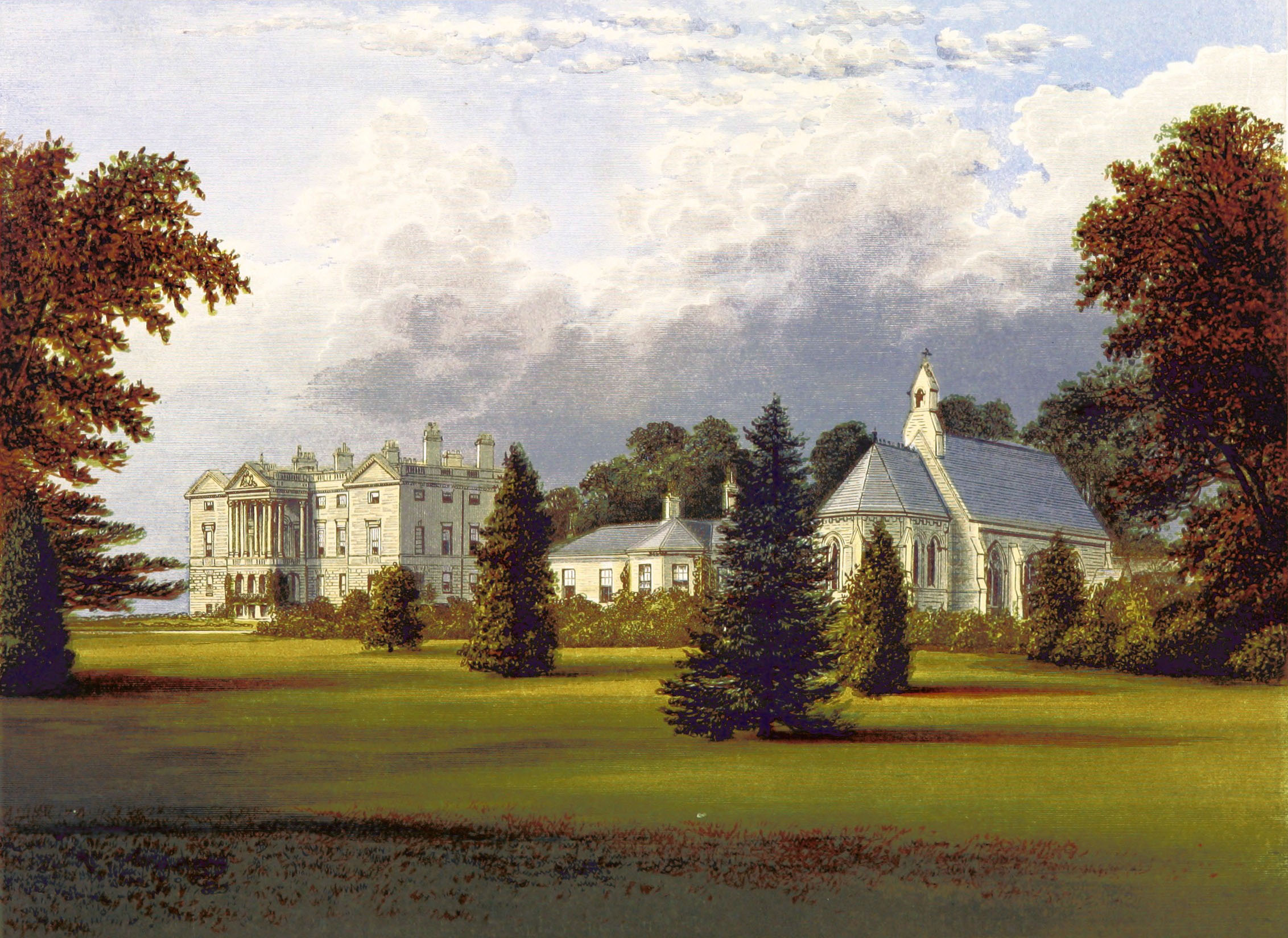
Sandbeck Park, Yorkshire

Il est né à Fillingham, Lincolnshire, fils de Sir Nicholas Saunderson, 2e vicomte Castleton et de son épouse Frances Manners, fille de Sir George Manners de Haddon Hall, Derbyshire. Il hérite de la vicomté dans la pairie d'Irlande en 1650 à la mort de son frère .
En 1660, il est élu député du Lincolnshire au Parlement de la Convention. Il est réélu député du Lincolnshire en 1661 pour le Parlement cavalier et occupe le siège jusqu'en 1698 . De 1689 à 1694, il est colonel d'un régiment de fantassins qu'il lève dans le Yorkshire et qui sert en Irlande et en Flandre sous le roi Guillaume III.
Il est décédé à Sandbeck Park, dans le Yorkshire du Sud à l'âge de 82 ans .
Il épouse Grace Belasyse, fille de Henry Belasyse (1604-1647) (en), dont il a un fils James Saunderson (1er comte Castleton), puis se remarie à Lady Sarah Fanshawe, veuve de Sir John Wray, 3e baronnet de Glentworth, et de Lord Thomas Fanshawe (2e vicomte Fanshawe). Elle est la fille de Sir John Evelyn (1601-1685) (en) de West Dean. Son père ne lui laisse que cinq shillings dans son testament parce qu'il désapprouvait son mariage avec Lord Castleton .